# Kryptops
Kryptops is een geslacht van theropode dinosauriërs behorend tot de groep van de Abelisauridae dat tijdens het Vroege Krijt leefde in het gebied van het huidige Niger.

## Vondst en Naamgeving
De typesoort Kryptops palaios werd in 2008 beschreven door Paul Sereno en Stephen L. Brusatte. De geslachtsnaam betekent "bedekt gelaat", een verwijzing naar de hoornbedekking die door Sereno op de snuit verondersteld wordt aanwezig te zijn. De soortaanduiding betekent "oud", een verwijzing naar de hoge ouderdom voor een abelisauride.

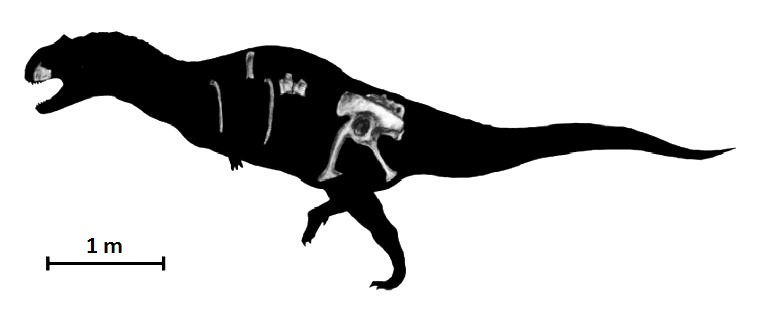
De bewaarde botten

Het fossiel, holotype MNN GAD1, is fragmentarisch en bestaat uit de voorkant van een linkerbovenkaaksbeen dat los op de bodem gevonden werd, drie ruggenwervels, twee ribben en het bijna volledige bekken samen met het heiligbeen. De vondst werd in 2000 gedaan, tijdens een expeditie met Jack Lee Conrad, in het Aptien - Albien (112 miljoen jaar geleden) van de Elrhaz Formatie bij het plaatsje Gadoufaoua aan de rand van de Ténéréwoestijn, waar ook Suchomimus en Eocarcharia gevonden zijn; de laatste werd in hetzelfde artikel beschreven. Volgens Sereno betrof het een volwassen exemplaar. Mathew Carrano stelde in 2012 dat er geen bewijs was dat het bovenkaaksbeen bij het skelet hoorde aangezien het op vijftien meter afstand daarvan gevonden werd en dat de postcrania geen abelisauride kenmerken tonen maar lijken op een lid van de Carcharodontosauridae. Dit herhaalde hij in 2025.
De vondst werd al in 2004 en 2006 in de literatuur vermeld.

## Beschrijving
Het skelet duidt op een dier van zo'n zes à zeven meter lengte. Het bovenkaaksbeen heeft een geschatte lengte van vijfentwintig centimeter.

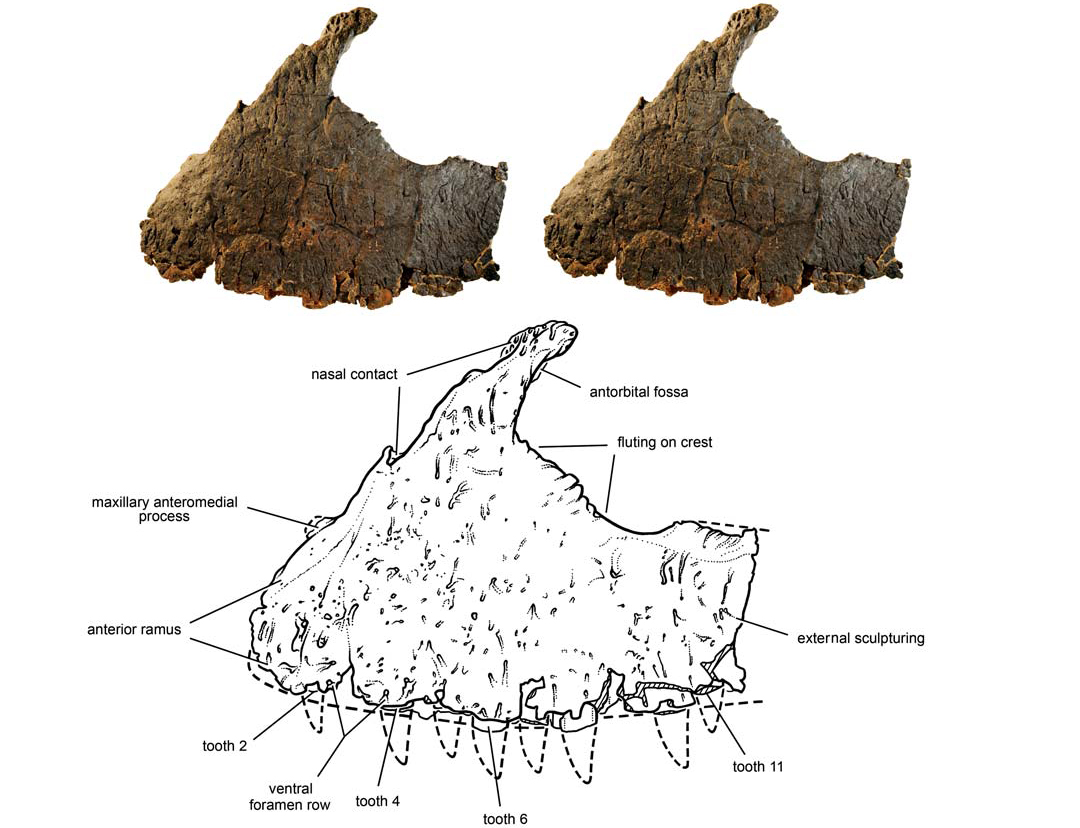
Het linkerbovenkaaksbeen

In 2008 werden van het bovenkaaksbeen twee onderscheidende kenmerken gegeven. In de voorste onderhoek van de uitholling rond de fenestra antorbitalis bevindt zich een opliggende secundaire beenwal die de wand van de uitholling aldaar in zijaanzicht helemaal bedekt en die een golvende en verticaal gegroefde voorrand heeft. Op de buitenwand van het bovenkaaksbeen bevindt zich een textuur bestaande uit korte rechte groefjes.
De schedel van Kryptops was vrij kort en het stuk kaak was erg gegroefd en ruw, wat Sereno interpreteerde als duidend op een hoornbedekking. Kryptops zou dus een soort snavel gehad hebben. Zijn tanden waren vrij klein. Er zaten elf tandkassen in het fossiel; het totaal schatte Sereno op op zeventien à achttien. Volgens Gregory S. Paul is het bovenkaaksbeenfragment van een jong dier en kan er dus niet uit afgeleid worden dat de kop erg kort was.

## Fylogenie
Sereno plaatste na een cladistische analyse Kryptops basaal in de Abelisauridae, een groep die voornamelijk bekend is van vormen uit het Late Krijt die in Zuid-Amerika gevonden zijn. Kryptops zou dus wijzen op een vroege verspreiding van de groep nog voor het supercontinent Gondwana uiteenviel.

## Levenswijze
Kryptops was een roofsauriër. De beschrijvers speculeerden dat de kleinere Kryptops in het toenmalige ecosysteem de rol van jager op kleine prooien en aaseter had, terwijl de grote Eocarcharia de toppredator was. De "snavel" en de korte tanden zag men als aanpassingen aan het schoonplukken van karkassen.